# Герарди, Франц Петрович
Франц Петрович Герарди (1792—1857) — российский медик, помощник штаб-доктора Кавказского корпуса, доктор медицины, статский советник.

## Биография
Франц Герарди родился в 1792 году. Получив медицинское образование за границей, он, увлекшись романтическим представлением о Кавказе, приехал работать в Россию.
23 января 1818 года сдал лекарский экзамен при Харьковском университете и по собственной просьбе был определен в Ширванский 84-й пехотный полк младшим лекарем. Спустя два года произведен в штаб-лекари, с 1826 года — полковой штаб-лекарь Навагинского пехотного полка.
В 1830 году он был переведён в Тифлисский военный госпиталь, где оставался до 20 августа 1833 года, когда был назначен старшим медиком войск, расположенных в Грузии, не входивших в состав 19-й армейской дивизии Русской Императорской армии.
12 марта 1840 года Герарди получил без экзамена звание доктора медицины от медицинского совета.
3 апреля 1841 года Франц Петрович Герарди принял русское подданство, а 27 декабря того же года произведён в статские советники.
1 мая 1849 года он был назначен главным врачом Тифлисского военного госпиталя и, будучи в этой должности, дважды исполнял обязанности штаб-доктора Закавказского корпуса.
За время заведования госпиталем Герарди неоднократно удостаивался благодарности правительства за уменьшение издержек на медикаменты употреблением местных лекарственных растений и средств.
29 июля 1856 года он был назначен старшим доктором войск Кавказской линии и Черномории, а 26 января 1857 года помощником штаб-доктора Кавказского корпуса и в этой должности прослужил до самой смерти.
Франц Петрович Герарди умер в городе Тифлисе 20 октября (1 ноября) 1857 года.
За время службы был награждён орденами Святого Владимира 4-й степени, Святого Станислава 2-й степени, Святой Анны 2-й степени с императорской короной.
Герарди состоял действительным членом Общества русских врачей в Санкт-Петербурге.
Дети: Андрей (1843—?), Пётр.